# 석이
석이(石耳)는 석이과에 속하며 학명은 Umbilicaria esculenta이다. 한국·중국·일본 등지에 분포하는 지의류의 하나로 깊은 산의 바위에 붙어서 자란다. 지의체는 보통 지름 3-10cm의 넓은 단엽상으로 대부분 원형이고 가죽질인데 건조시에는 위쪽으로 말린다. 표면은 황갈색 또는 갈색으로 광택이 없고 밋밋하며 때로는 반점 모양으로 떨어지는 노출된 백색의 수층이 부분적으로 나타난다. 뒷면은 흑갈색 또는 흑색으로 미세한 과립상 돌기가 있고 전체가 검으며 짧은 헛뿌리가 밀생한다. 마르면 단단하지만 물에 담그면 회록색으로 변하고 흐물흐물해진다. 자기(子器)는 지의체의 표면에 생기는데 흑색이고 표면이 말린 모양으로 지름 1-2mm이며 포자는 무색이고 1실이다. 석이는 튀김요리 등으로 식용하며 한방에서는 지혈제 등으로 사용한다.